# Bly (cràter)
Bly és un cràter d'impacte en el planeta Venus de 18,7 km de diàmetre. Porta el nom d'Elizabeth Jane Cochran (més coneguda com a Nellie Bly) (1867-1892), periodista estatunidenca, i el seu nom va ser aprovat per la Unió Astronòmica Internacional el 1994.